# Adam Kierzkowski
Adam Kierzkowski (ur. 24 grudnia 1985) – polski gimnastyk specjalizujący się w ćwiczeniach na poręczach, brązowy medalista mistrzostw Europy w Birmingham.
Podczas Mistrzostw Świata w Londynie (2009) zajął 8. miejsce w finale ćwiczeń na poręczach. Rok później, w Rotterdamie, był szósty w finale tej samej konkurencji.